# Chirnogeni, Constanța
Chirnogeni este satul de reședință al comunei cu același nume din județul Constanța, Dobrogea, România. Se află în partea de sud a județului, în Podișul Negru Vodă, la o distanță de 59 km de Constanța si la 35 km de Mangalia. În trecut se numea Ghiuvenli(a) (în turcă Güvenli). La recensământul din 2002 avea o populație de 2008 locuitori.

## Personalități
- Gheorghe Chivu (poet)